# لوركا سبيتي
لوركا مصطفى سبيتي (1979 -) هي شاعرة وكاتبة وإعلامية لبنانية من جنوب لبنان. حازت قصتها "لي بدل البيت بيتان" على جائزة اتصالات لأدب الأطفال.

## سيرة
ولدت لوركا سبيتي في بلدة كفرصير العاملية، الواقعة في قضاء النبطية في جنوب لبنان،هي ابنة شاعر من جبل عامل يكتب الشعر العامودي ويدعى مصطفى سبيتي، واخت الشاعر والصحافي فيديل سبيتي، واخت الموسيقية التي تقيم حاليا بالمانيا فداء سبيتي، وأخت كاتب العدل ماجدة سبيتي.. وهي أم لآدم وسما وغالية. تابعت لوركا دراستها الأولى في جنوب لبنان، ثم انتقلت إلى بيروت ونالت شهادة الدبلوم في التربية البدنية (رياضة). كما حازت على ليسانس فلسفة من الجامعة اللبنانية.

## نشاط ثقافي
عملت لوركا في بداياتها كواحدة من إحدى جميلات فرقة كركلا الراقصة في لبنان، ثم عادت وتفرّغت للشعر.
بالإضافة إلى إصداراتها الشعرية فقد كتبت عددا من المقالات الأدبية في الصحف اليومية مثل جريدة السفير والنهار والقدس العربي، والمستقبل.
لوركا معدة ومقدمة برنامج ثقافي اسمه «صوت الشعب» عبر إذاعة صوت الشعب اللبنانية، كذلك معدة ومقدمة برنامج تلفزيوني اسمه «اسأل قلبك» عبر قناة أن بي أن اللبناني، ومقدمة صباح تلفزيون الجديد. ولها العديد من الحوارات عبر الصحف ومقابلات عبر شاشات التلفزة، كذلك المشاركة في الندوات الثقافية والشعرية.

## أعمال
للوركا عدد من الإصدارات المنشورة في الشعر وكتابة القصة، منها:

### شعر
- أنتَ لي الآن تحرر: دار مختارات - 2004
- عند أول مرسى: دار النهضة العربية للطباعة والنشر والتوزيع - 2009
- ليس سوى الأرق: دار الفارابي- 2010
- مصح عقلي: دار الفارابي 2016[18]
- هذا كله قبلك ( hypnosis)[19]
- "ذهان 4:48" - 2022[20][21]

### قصص
- سلسلة آدم والحلم، قصتان للأطفال (آدم رسام الغابة_ادم والنعامة).
- "سمسم في بطن ماما: دار الساقي 2016 وصلت للقائمة القصيرة لجائزة اتصالات لأدب الأطفال
- "لي بدل البيت بيتان" الحائزة على جائزة اتصالات لأدب الأطفال
- أنا انمو أنا أكبر
- ماذا احب؟
- لو كان
- احلم بعالم
- انا لا اسمع

## وصلات خارجية
- مقابلة مع لوركا سبيتي في جريدة الرأي
- مقال بعنوان لوركا سبيتي “عند أول مرسى”: النساء رحم الدنيا! لزهرة مرعي